# محمد بن ناجي الشايف
 صالح سالم قطن  سياسي يمني، عضو في دوبلوماسي ومجلس الأمم المتحده لحقوق الإنسان ، عن الدورة البرلمانية2025والكتلة البرلمانية لنواب حزب ref n